# Fronton, Haute-Garonne
Fronton är en kommun i departementet Haute-Garonne i regionen Occitanien i södra Frankrike. Kommunen ligger i kantonen Fronton som tillhör arrondissementet Toulouse. År 2022 hade Fronton 6 664 invånare.

## Befolkningsutveckling
Antalet invånare i kommunen Fronton
Referens:INSEE

## Monument

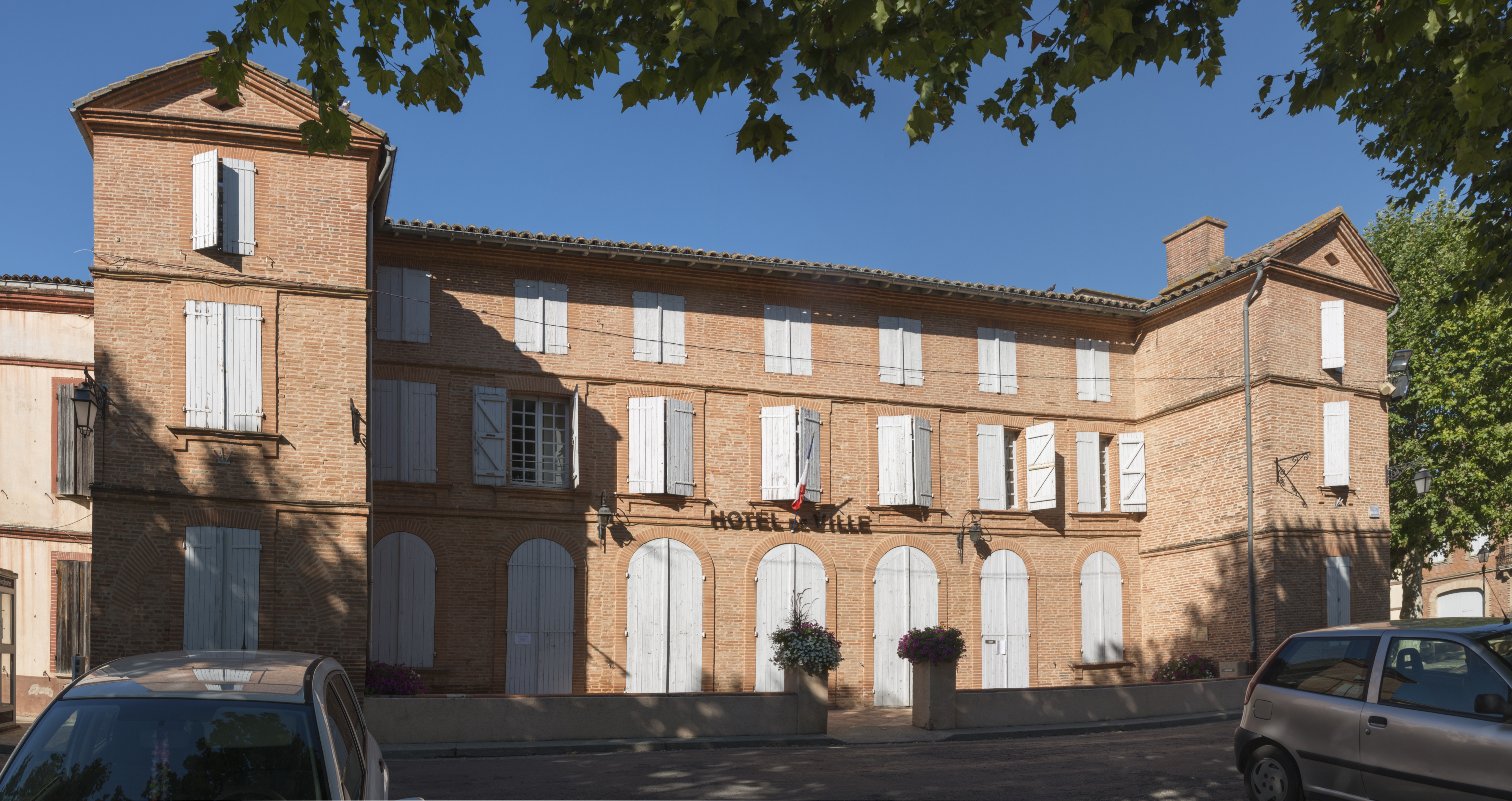
Stadshuset .
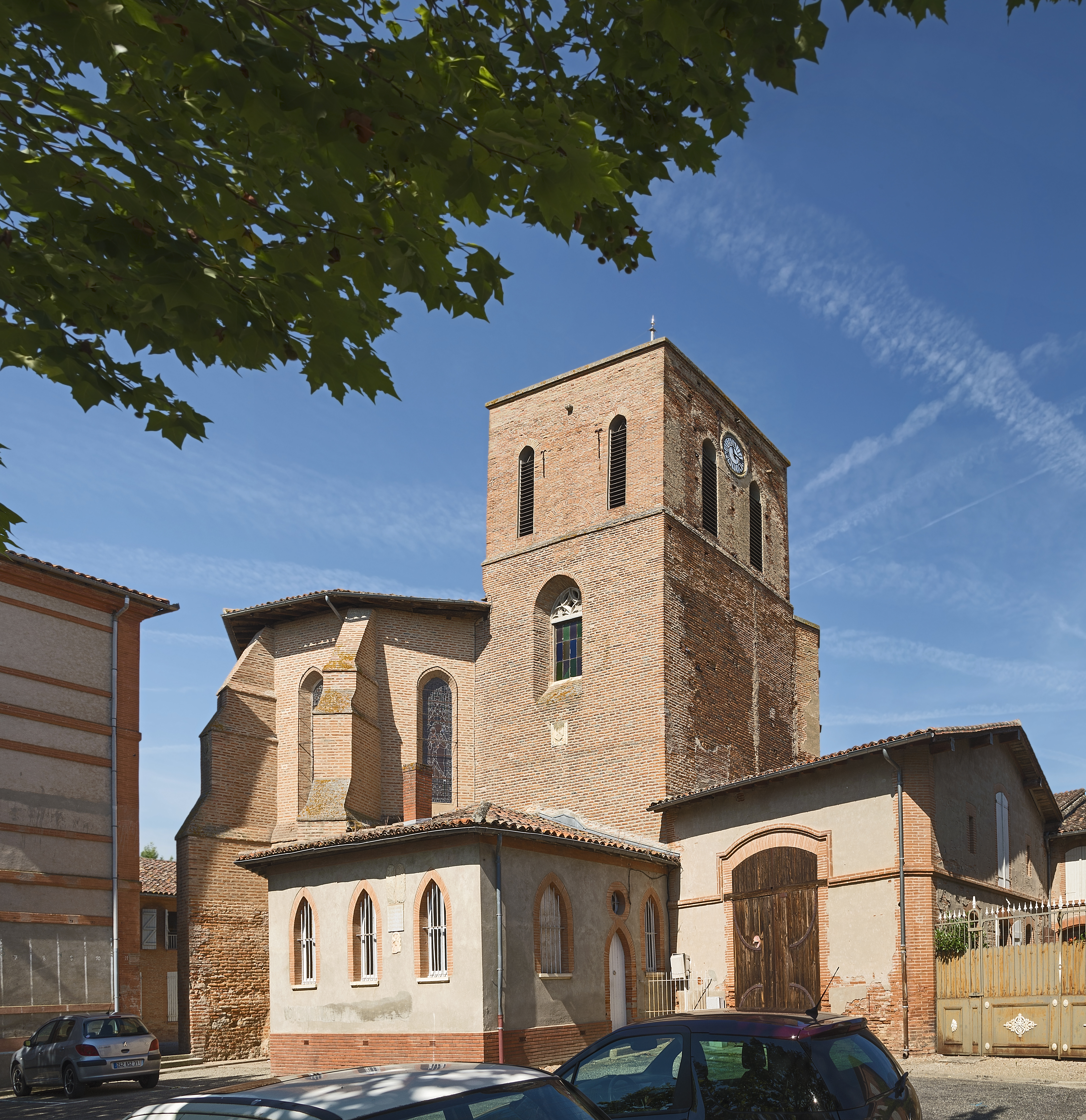
Kyrkan.
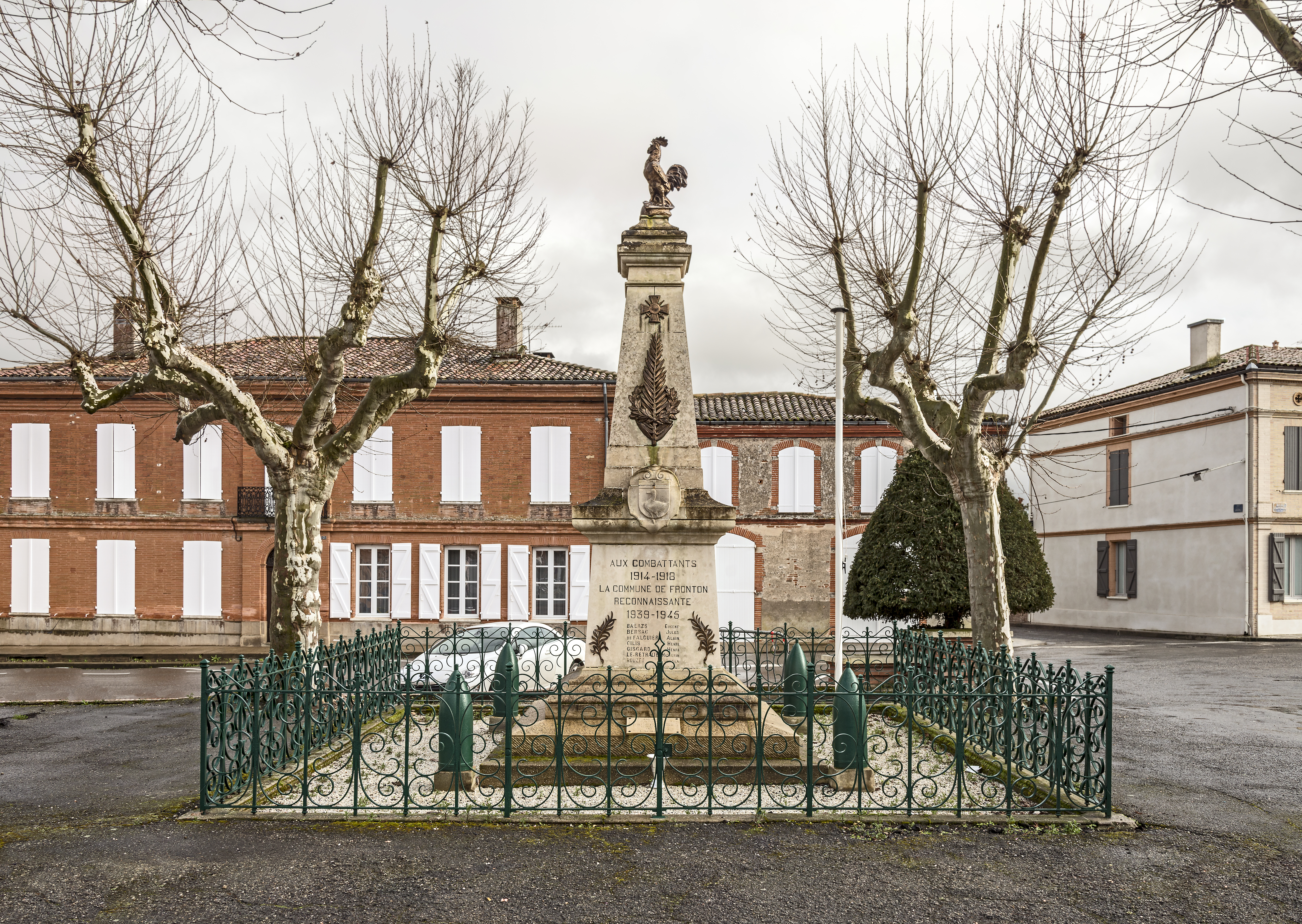
Krigsmonument.